# 道川満彦
道川 満彦（みちかわ みつひこ、1954年11月30日 - 2007年5月31日）は、島根県益田市出身の元騎手・元調教師。身長160cm、体重51kg（いずれも1990年当時）。
1989年から1993年にかけてマレーシア・シンガポール競馬で活躍するなど、日本国外で活躍する日本人騎手のパイオニア的存在として知られる。

## 来歴

### 生い立ち
祖父が益田競馬場の調教師、伯父・藤原秋義が同じく益田の騎手という競馬一家に生まれた。体が小柄であったこともあり、騎手を目指すのは自然の流れであった。中学卒業後の1969年、益田の騎手を引退した秋義が厩務員をしていた関係で、京都・加藤清一厩舎に弟子入りする。当時の調教助手で、後に調教師となる松田正弘が指導にあたり、礼儀作法や社会常識などを教えられた。また、同期生には武田作十郎厩舎の内弟子で河内洋がいた。
1970年10月、道川と河内は2人で馬事公苑短期騎手課程を受験するが共に不合格。河内は1971年も挑戦するため武田厩舎に残ったが、道川は両親の強い希望で益田に帰った。1974年に益田で調教師となった秋義の下でデビューした。

### 益田時代
3年目の1976年には74勝を挙げてリーディング争いに加わり、以後は益田を代表する騎手として知られるようになった。しかし地方の弱小競馬場ゆえに賞金水準が低いことから、年収は400万円前後にとどまり、妻が共働きしなければ生活が成り立たない状況にあった。益田のレベルで満足できなかったが、中央へ移籍するのは到底無理だと感じていた道川は、日本国外への移籍を視野に入れるようになる。
1976年にシンガポール、1981年には香港・ハッピーバレー競馬場を訪問。ハッピーバレーで朝一番の調教を見た際、偶然そばにいた調教師に声をかけ、英語ができない道川は、身ぶり手ぶりで騎手として受け入れてほしいと懇願。すると「騎手免許を発行する団体から無制裁証明書（クリアランス）を出してもらえれば、受け入れてもいい」という返事が返ってきたため、喜び勇んで帰国するが、益田の主催者や騎手免許を発効する地全協もその書類の存在すら知らず、話は噛み合わなかった。
益田で道川を応援しようという調教師は現れず、道川の行動は自己中心的な我儘だと厳しく断罪され、クリアランスを申請してくれる調教師を見つける為に所属厩舎の移籍を繰り返した。それでも道川は諦めずに海外訪問を続けたほか、英語塾の講師をする友人を頼り「自分を騎手として受け入れてほしい」という英文レターを作成、世界各地の主催者や調教師に送り続けた。
その結果、1983年から所属していた高橋勇調教師や地全協への働きかけが実り1988年に「他地区の地方競馬への移籍はしない」ことを条件に、移籍に必要なクリアランスを手にすることに成功。何度も手紙を送ったマレーシアのケン・ロン・チョン調教師から「専属騎手として受け入れる」と返事が届くと、同年の12月27日にマレーシアへ向かった。

### マレーシア・シンガポール時代
1989年1月2日に初騎乗しいきなり2着に来ると、翌3日も2着2回、翌週の7戦目で1位入線馬の降着による繰り上がりで初勝利を挙げる。この初勝利をきっかけにコンスタントに勝利を重ね、あっという間に1月終了時点でリーディングトップに立ち、益田時代の年収300万円を1ヶ月で稼ぐ勢いであった。
当時のマレーシア・シンガポールの競馬は、前半はスローで淡々と流れ、ペースの上がる後半で勝負が決まる欧州式であったが、ここに道川は益田の競馬を持ち込む。抜群のスタートを切って先頭に立ちレースの主導権を握る。後続馬は前半に脚を溜めるため、マイペースでレースを運んだ道川の馬は直線でも止まらず、そのまま逃げ切ってしまうというレースがいくつも続いた。現地のファンはスタートの鮮やかさを「カミカゼスタート」と呼び、道川が本馬場入場する際には大歓声で迎えた。
この模様は日本にも伝えられ、3月26日にNHK「サンデースポーツ」のワールドスポーツコーナー、8月21日にはテレビ朝日「ニュースステーション」のコーナー「地球日本人」で密着取材が放映された。同年5月には同じ島根県人という関係もあってか、当時首相を務め、シンガポールを訪問していた竹下登が競馬場を訪れ、「ここでは、私よりもあなたの方が有名ですね」と激励の言葉をかけた。7月にはマレーシア・シンガポール競馬を統括するマラヤ競馬協会から外国人騎手として史上初のフリー免許を発行され、マレーシアから賞金の高いシンガポールに拠点を移す。
移籍後も快進撃を続け、スイスの高級腕時計メーカー「コンコルド」の現地CMにも出演する等、文字通りスタージョッキーへとのし上がった。秋にはシェリフズスターで第9回ジャパンカップに参戦する依頼もあったが、直前に故障したため叶わなかった。
途中で日本の免許更新を行う為に2ヶ月ほどのブランクがありながら、リーディングではカナダ人騎手のケネス・スキナーと12月31日まで勝利数が並ぶ大接戦となった。2人が直接対決で勝った方がリーディング制覇という大一番で、2人は後続を大きく離す一騎討ちを展開。4コーナーを過ぎてスキナーを突き放すと、年間54勝目を達成し、益田時代を含めて生涯初のリーディングジョッキーを獲得した。
1990年もリーディングを争い、4月から5月にかけては香港・シャティン競馬場で短期騎乗を行い、34戦4勝という成績を残した。9月には同期の河内とマレーシア・イポー競馬場で行われた「国際騎手招待競走」で対戦し、週刊プレイボーイでは武豊と対談を行った。

#### 八百長捏造事件
何もかも順風満帆に見えた道川であったが、突然の災難が日本国内で起こる。9月26日付の東京スポーツが、一面見出しで「発覚 八百長 競馬疑惑」と大々的に報じる。紙面には「地元○暴と黒い噂 国外追放へ」「目立つクサいレース」「日本復帰絶望」と、道川をまるで犯罪者扱いするような文字が紙面上に躍り、シンガポール競馬場トップの「ミチカワの身辺に黒いシンジケートの噂がある」というコメントも引用した。しかし、この記事はまったくの事実無根であった。
元々は道川と些細なことで不仲になった日本人馬主が道川の悪口を現地で触れて回ったことにあり、この中に八百長を持ちかけられたというのがあった。その噂を競馬記者の加賀谷修が聞き付け、「サム・オカヤ」のペンネームで東京スポーツにネタを売り込んだ。尚、情報提供の見返りとして東京スポーツから支払われたのはたったの8万円であった。
加賀谷が指摘したのは1989年5月7日の第7競走であったが、黒い疑惑とされたレースで道川は逃げ切り勝ちを収めていた。急遽、道川は日本に帰国。東京スポーツを相手取り名誉毀損による損害賠償を求める訴訟を起こし、競馬場トップの発言が捏造だとということが明らかにされ、公判中に東京スポーツはシンガポールに謝罪文を送付。当然、道川の八百長の事実は否定され、2年後の1992年9月30日に東京地方裁判所は全面勝訴の判決を下し、東京スポーツに350万円の賠償金と謝罪文の掲載を命じた。東京スポーツは控訴せず、裁判は結審した。
しかし、このような記事が掲載されたことによる本人の精神的ダメージは計り知れないものがあった。地元の益田では記事の内容を否定しても誰も信じてもらえず、道川は「妻子には辛い思いをさせてしまった」と嘆いた。また裁判への出廷のため日本とシンガポールを頻繁に往復する生活を強いられ、体調管理やスケジュール調整の面でも悪影響を受けた。
同年は記事が出てから年末まで4勝しか挙げられず、リーディング争いから大きく後退し4位に終わった。1991年1月にはアメリカ・サンタアニタ競馬場に1ヶ月滞在したが、騎乗馬が集まらず1度騎乗したのみにとどまった。

#### JRA騎手試験への挑戦
そんな中、1992年5月31日にはシンガポールのクイーンエリザベス2世カップでサザンダンサーに騎乗して優勝。レースの1ヶ月前から馬主に「今の状態を維持できれば勝てます」と言い続け、レース当日の朝には「祝勝会のホテルの会場を予約しておいてください」と電話。有言実行の勝利であった。
この年には前年に横山賀一が史上初めて馬事公苑・競馬学校を経ずにJRAの騎手試験に合格したのを受けて、JRAの騎手試験を受験する。この時の道川をテレビ東京「スポーツTODAY」が密着し、1992年11月26日に特集で放映された。1993年、1994年まで計3回挑戦するが、結果はいずれも不合格であり、中央競馬の騎手として凱旋するという道川の夢は叶わなかった。

### ニュージーランドへの移籍、1度目の引退
1994年には本拠地のシンガポールで免許更新ができなかったため、ニュージーランドに移籍。5月21日の移籍2戦目、リカルトンパーク競馬場でアイズオンに騎乗し現地での初勝利を挙げた。
翌6月からはニュージーランドがオフシーズンに入った為、地全協から地方競馬では初の事例となる短期騎手免許を交付され、同月15日から9月14日までの3ヶ月間高知競馬場の松岡利男厩舎に所属し騎乗した。しかし高知では31戦2勝・2着1回と成績は伸び悩み、その後はマレーシアでも騎乗したものの、騎乗馬が集まらなかったことから引退を決意。
調教師への転身を図るべく、1995年から各国のジョッキークラブに打診していたところ、マカオのジョッキークラブが受け入れを正式に受諾。イギリス人調教師のデビット・トンプソンの下で8馬房が与えられ、アシスタントトレーナーとして実質的には調教師と同じ職務をこなし、1年間のキャリアを積んでから調教師になることが決まった。ジャパンカップ終了後の11月末に騎手時代と同じく単身でマカオに向かい、永住する覚悟もあった。滞在中は日本から交流競走に騎乗しに来た菅原勲（岩手）や安藤勝己（当時笠松）の通訳を務めた。

### 現役復帰
しかし管理馬が思うように集まらないなどの事情から、1996年5月末に免許を返上し、厩舎を解散。その後は騎手を引退していたことで60kg近くまで増えていた体重を3ヶ月で体を絞り、同年9月にインドのハイデラバードで騎手に復帰。ただし、54.5kgの騎乗が限界で、53kgの馬に54.5kgで乗ったことが3度ほどもあった。
ハイデラバードでは2ヶ月の騎乗で36戦7勝の成績を挙げ、現地の英字新聞でも取り上げられた。賞金はミカン箱くらいの大きさの箱に紙幣が溢れるくらいであったが、帰国時に台車に乗せ、香港の銀行でアメリカドルに変えたところ、日本へ帰る飛行機代にならず道川は唖然とした。

### ドバイへの移籍、2度目の引退
その後は騎乗先が決まらず、受け入れ先を探すため、世界各地の競馬場や主催者に書類を送っていた。その一環として、ドイツでは自分の広告をレーシングプログラムに掲載した。しかしヨーロッパ遠征は叶わず、最終的にはアラブ首長国連邦・ドバイで開業するシンガポール人調教師を頼り、1997年にナドアルシバ競馬場で騎乗を開始。11月6日第2競走の一般戦（ダート1200m）で、インド人が所有しシンガポール人調教師が管理するタレンティッドナイトに騎乗。新天地で初騎乗初勝利（通算1209勝目）を記録し、道川にとってはこれが10ヶ国目の騎乗で、アメリカを除く9ヶ国で勝利を挙げた。しかし、これが道川にとって生涯最後の勝利であった。
アブダビではムハンマド殿下の馬にも騎乗したが、12月14日のアブダビ第3競走でタレンティッドナイトに騎乗し、5頭立ての5着になったのを最後に騎手を引退。ドバイでは7戦1勝・2着1回という成績に終わった。

### 晩年
引退後は故郷の益田に戻ったものの、シンガポールで調教助手などといった形で引き続き競馬に関わる仕事に就こうとしていたほか、51歳になった2005年にはフィリピンで騎手復帰しようとしていたが、結局その希望はかなわないまま2007年5月2日に自宅で吐血。白血病のため、益田市の病院で死去。52歳没。

## 騎乗成績

### 年度別成績（益田時代）
| 年度   | 騎乗回数 | 勝利数 | 勝率  | 備考                                       |
| ------ | -------- | ------ | ----- | ------------------------------------------ |
| 1974年 | 61       | 7      | 0.115 |                                            |
| 1975年 | 190      | 30     | 0.158 |                                            |
| 1976年 | 411      | 74     | 0.180 |                                            |
| 1977年 | 222      | 44     | 0.198 |                                            |
| 1978年 | 382      | 58     | 0.152 | 益田リーディング5位                        |
| 1979年 | 412      | 54     | 0.131 | 益田リーディング7位                        |
| 1980年 | 426      | 71     | 0.167 | 益田リーディング3位                        |
| 1981年 | 375      | 67     | 0.179 | 益田リーディング4位                        |
| 1982年 | 462      | 90     | 0.195 | 益田リーディング2位                        |
| 1983年 | 199      | 36     | 0.181 | 益田リーディング7位                        |
| 1984年 | 545      | 129    | 0.237 | 益田リーディング2位                        |
| 1985年 | 530      | 109    | 0.206 | 益田リーディング3位                        |
| 1986年 | 535      | 109    | 0.204 | 益田リーディング2位                        |
| 1987年 | 473      | 92     | 0.194 | 益田リーディング3位                        |
| 1988年 |          | 75     |       | 益田リーディング5位 地方競馬通算1000勝達成 |

### 主な騎乗馬

#### 益田時代
- エルビスタン（1981年日本海特別・冬）
- テラドクイツク（1981年若鮎特別）
- ヤマトパワー（1982年人麿特別・夏）
- クリスタルスター（1984年人麿特別・冬）
- ミスジヤイアント（1986年益田優駿）

#### 海外時代
- Ryujin（1990年スルタン・オブ・セランゴール・ゴールドカップ）
- Southern Dancer（1992年クイーンエリザベス2世カップ）

## 参考資料
- 『競馬最強の法則』（KKベストセラーズ）2007年8月号 pp.51 - 55
- 『競馬裏事件史　これが真相だ！！』（別冊宝島編集部）pp.30 - 46